# クラナオス
クラナオス（古希: Κραναός, Kranaos）は、ギリシア神話の人物で、アテーナイの王である。
クラナオスは大地から生まれたといわれ、ラケダイモーンのミュネースの娘ペディアスを妻とし、クラナエー、メナイクメー、アッティスをもうけた。
クラナオスはアッティカ地方の有力者で、一説にアテーナイの初代の王ケクロプスとともにアテーナーとポセイドーンの争いを判定した。ケクロプスが死んだとき後継者がいなかったため、一番の有力者だったクラナオスが王となったが、この時代にデウカリオーンの大洪水が起こった。また娘のアッティスが処女のうちに死んだため、クラナオスは娘の名をとってこの地方の名をアッティス（アッティカ）と名づけた。後にクラナオスは娘の1人と結婚したアムピクテュオーンによって王位を追われ、アッティカのランプトライで死んだ。この地にはクラナオスの墓があったという。